# Union des forces de changement
Pour les articles homonymes, voir UFC.
L'Union des forces de changement (UFC) est un parti politique togolais. Il est né en 1992 de la fusion de plusieurs formations politiques. Il est dirigé par Gilchrist Olympio.

## Philosophie politique
La philosophie politique de l'UFC s'articule autour des points suivants:
- la promotion d'une démocratie politique fondée principalement sur le multipartisme, la liberté de pensée et l’État de droit ;
- la promotion d'une démocratie sociale fondée sur l’égalité des chances, la solidarité, le droit à l’éducation et à la santé ;
- la défense de la souveraineté nationale et l’unité nationale ;
- le développement durable fondé sur la liberté économique et l’esprit d’entreprise ;
- la promotion de la coopération avec les organisations nationales et internationales.

## Historique: de l'opposition radicale à la collaboration intime avec le régime

### Création de l'UFC
L’UFC a été créée le 1er février 1992, quelques mois après la conférence nationale souveraine et le rétablissement du multipartisme au Togo, comme une fédération de huit formations politiques: : l'Unité togolaise et réconciliation (UTR), le Mouvement togolais pour la démocratie (MTD), le Parti pour la démocratie et l’union (PDU), l'Union pour la démocratie et la solidarité (UDS), le Parti des forces de changement (PFC), l'Alliance togolaise pour la démocratie (ATD), la Social-démocratie togolaise (SDT), le Front pour la conquête et la défense de la démocratie au Togo (FCDDT). Le parti se réclame de l’héritage de l’ex - Comité de l'unité togolaise (CUT), le mouvement patriotique de masse qui a conduit le Togo vers son indépendance sous la houlette de Sylvanus Olympio. Le fils de ce dernier, Gilchrist Olympio est nommé à la tête du parti dès sa création.

### Attentat de Soudou
Le 5 mai 1992, en pleine campagne de sensibilisation de l’UFC, la délégation conduite par Gilchrist Olympio est victime d’une agression armée à Soudou (une localité de la préfecture d'Assoli dans la région de Kara) . Cet attentat perpétré par des militaires à la solde du Général Gnassingbé Eyadema, a couté la vie au Dr Marc Atidépé et fait plusieurs blessés graves dont Gilchrist Olympio qui a eu la vie sauve seulement grâce à son évacuation au Bénin proche puis à Paris.

### Politique du boycott des élections
En 1993, la candidature de Gilchrist Olympio aux élections présidentielles est rejetée sous le prétexte que le certificat médical non conforme. L'opposition togolaise rassemblée dans le COD (Collectif de l’Opposition Démocratique) boycotte le scrutin du 25 août 1993 . L'opposition annonce son boycott trois jours avant le scrutin en dénonçant les conditions de préparation de l’élection. Le candidat sortant Gnassingbé Eyadéma se fait proclamer vainqueur avec 96 % des voix et un taux de participation de 36 %.
En 1994, l’UFC appelle au boycott des élections législatives de février 1994 « afin de ne pas légitimer le retour de la dictature au Togo ». Malgré la victoire mathématique de l'opposition, le Rassemblement du peuple togolais (RPT), parti au pouvoir, s'allie  avec l'Union togolaise pour la démocratie (UTD) de Edem Kodjo pour conserver le pouvoir.
En 2002, l'UFC et les partis de l'opposition regroupés au sein de la « Coalition des forces démocratiques » boycottent les élections législatives en raison de la violation par le régime de l’Accord Cadre de Lomé,. Le régime togolais profite ensuite du caractère monocolore de l’Assemblée nationale pour modifier la Constitution du Togo à sa guise, en l'occurrence la limitation des mandats présidentiels, le mode de scrutin et les conditions d'éligibilité et de domicile des candidats.

### Participations aux élections
En 1998, Gilchrist Olympio s'est présenté à l'élection présidentielle sous la bannière de l'UFC. Alors que le dépouillement lui donnait une large avance sur son adversaire, le président sortant, Gnassingbé Eyadéma ; ce dernier fit arrêter le décompte des voix et se fait proclamer vainqueur dès le premier tour avec 52,13 % des voix. Cette proclamation est faite par le ministre de l’intérieur et de la sécurité, en lieu et place de la Commission électorale nationale indépendante dont la plupart des membres, y compris la présidente ont été contraints à la démission. Selon le rapport d'observation de l'Union européenne « l'arrêt du décompte des résultats dans la commune de Lomé et l’interruption simultanée de la transmission des résultats des CEL vers la CEN ont fait sortir définitivement le processus électoral de son cadre légal » 
En 2003, Gilchrist Olympio est écarté de la course aux présidentielles à la suite de la modification unilatérale de la Constitution en 2002 par l'assemblée monocolore RPT. Les modifications de la constitution instaurent en effet qu’un candidat à l’élection présidentielle doit vivre sur le sol togolais l’année précédant l’élection. Emmanuel Bob Akitani, premier vice-président est désigné candidat du parti face au président sortant, Gnassingbé Eyadéma, et d'autres candidats de l'opposition, Yawovi Agboyibo du Comité d'action pour le renouveau (CAR), Edem Kodjo, Nicolas Lawson et Maurice Dahuku Péré, un transfuge du RPT. À l'issue d'un scrutin émaillé d'irrégularités et l'absence d'observateurs internationaux , Gnassingbé Eyadema se fait de nouveau proclamer vainqueur avec 57 % des suffrages. L'opposition dénonce des trucages, Yawovi Agboyibo félicite Emmanuel Bob Akitani pour sa victoire alors que Maurice Dahuku Péré se déclare président.
En 2005, à la suite du décès de Gnassingbé Eyadema et au coup de force pour installer Faure Gnassingbé au pouvoir, Emmanuel Bob Akitani est de nouveau candidat de l'UFC face à Faure Gnassingbé, Nicolas Lawson et Harry Olympio. Cette élection présidentielle du 24 avril 2005 est caractérisée par des fraudes massives, la vidéo montrant le braquage d’un bureau de vote par des militaires armés pour emporter urnes et bulletins de vote, a fait le tour du monde et le scrutin se termine dans la violence lorsque la Commission électorale nationale indépendante (CENI) proclame Faure Gnassingbé vainqueur avec 60,2 % des suffrages,. Un rapport de la Ligue togolaise des droits de l'Homme (LTDH) dénonce les « crimes abominables perpétrés par les putschistes contre le peuple togolais » et dénombre 21 morts et 163 blessés avant la campagne et 790 morts et 4 345 blessés entre le début de celle-ci et le 5 mai.
En 2007, l'UFC participe pour la première fois à des élections législatives du 17 octobre 2007. Ce scrutin marqué par l'absence de violence, est diversement apprécié par les observateurs et l'opposition. La Communauté économique des États d’Afrique de l’Ouest (CEDEAO) fait observer que « En dépit de quelques insuffisances, les élections législatives de dimanche ont été libres, justes et transparentes ». L'UFC dénonce des fraudes massives et l’iniquité du découpage électoral. En effet, avec 924 015 voix, le régime RPT obtient 50 députés sur les 81, contre 31 sièges pour l’ensemble de l'opposition démocratique qui avait obtenu  1 067 838  voix. Dans son rapport final, la Mission d’observation électorale (MOE) de l’Union européenne recommande un nouveau découpage électoral afin de rééquilibrer la représentation des populations. L'UFC avec 27 sièges devient le premier parti de l'opposition parlementaire.
Pour les élections présidentielles de 2010, les accords de Ouaga permettent d'assouplir les conditions d'éligibilité pour Gilchrist Olympio mais le 14 janvier 2010, un jour avant la clôture des dossiers de candidature, ce dernier annonce qu'il est bloqué aux États-Unis pour des raisons de santé, un mal de dos à la suite d'une chute, et ne pourra être à Lomé le 15 janvier à minuit pour déposer sa candidature. Jean-Pierre Fabre, alors secrétaire général du parti, est désigné par le bureau national du parti pour être candidat à l'élection présidentielle. Il est ensuite désigné candidat unique de plusieurs partis de l'opposition réunis au sein du Front républicain pour l'alternance et le changement (FRAC) .
Pour ce scrutin, des techniques modernes de télécommunication par satellite (VSAT) avaient été mises en place pour la transmission et l’agrégation des résultats, mais le régime togolais prétexte une panne du système pour faire convoyer par hélicoptère à Lomé les présidents des Commissions électorales locales indépendantes (CELI) afin de proclamer Faure Gnassingbé vainqueur avec 60,92 % des suffrages exprimés contre 33,94 % pour Jean-Pierre Fabre. Alors que le FRAC compilait ses copies de procès-verbaux pour prouver la victoire de Jean-Pierre Fabre, les forces de sécurité envahissent le centre de compilation de l'UFC à Lomé, saisissent les procès-verbaux et le matériel informatique puis arrêtent les responsables de la saisie de l’UFC. Selon le rapport d'observation de l'Union européenne, « Des mesures insuffisantes de transparence n’ont pas toujours permis d’assurer la confiance de tous les acteurs dans l’administration électorale. » . La mission de la Communauté des États de l'Afrique de l'Ouest (CEDEAO), quant à elle, a jugé que l’élection avait été « libre », mais a relevé des « insuffisances relatives à la fiabilité et à l'authentification du bulletin de vote ».

### Crise interne à la suite de la paix des braves avec le régime RPT
Pendant que les dirigeants et militants du FRAC  manifestent pendant plusieurs semaines pour revendiquer la victoire de Jean-Pierre Fabre aux élections présidentielles du 14 janvier 2010, à la surprise générale, Gilchrist Olympio annonce avoir signé «un accord politique pour une participation à un gouvernement de redressement national, dans un esprit de partage du pouvoir avec le Rassemblement du peuple togolais (RPT)» , parti au pouvoir. Cet accord suscite un tollé parmi les militants de l'opposition qui dénoncent une trahison . Cette décision unilatérale ayant été prise sans concertation avec le bureau national du parti, ce dernier vote la suspension temporaire de Gilchrist Olympio et sept autres membres du parti dans l'attente d'un congrès ,.
Le mardi 10 août 2010, les militants et les responsables de l’UFC, bravant les interdictions pour tenir un congrès extraordinaire convoqué par le bureau national du parti, sont matraqués et gazés par la gendarmerie, sous prétexte que le congrès n’avait pas été autorisé préalablement .
Le vendredi 13 août 2010, Gilchrist Olympio organise sa propre réunion des instances du parti et met en place un nouveau bureau national composé de personnes acquises à sa cause, en présence de membres du parti au pouvoir et sous la protection de la gendarmerie qui font ainsi preuve d'une flagrante ingérence dans le conflit interne à l’UFC . À partir de ce moment, Jean-Pierre Fabre et ses compagnons sont interdits de toute activité politique, essuyant maintes brimades de la part de la police et la gendarmerie. Toutes les manifestations des partis politiques membres du FRAC sont systématiquement empêchées et sauvagement réprimées à coups de grenades lacrymogènes accompagnés de passages à tabac, d’arrestations arbitraires et de saisies de motos. Sous l’autorité du Ministre de la Sécurité, les miliciens du RPT, à bord de véhicules de la gendarmerie et de voitures banalisées, à pied ou à moto, séquestrent les dirigeants du FRAC à leurs domiciles, les prennent en chasse dans les rues et les empêchent de circuler librement 
Le 10 octobre 2010, Jean-Pierre Fabre et une majorité de cadres de l'UFC créent l’Alliance nationale pour le changement (ANC) lors d'une assemblée constitutive, en laissant l'UFC à Gilchrist Olympio .
Le lundi 8 novembre 2010, Gilchrist Olympio, resté aux commandes de l'UFC, demande aux députés qui ont rejoint l’ANC de renoncer à leur mandat de députés pour ne pas « trahir la confiance des électeurs ». La fin de non-recevoir provoque l'affaire de l'exclusion des neuf députés de l'ANC: Gilchrist Olympio produit des lettres de démission signées en blanc par les candidats aux législatives de 2007 pour obtenir de la Cour constitutionnelle leur exclusion de l'Assemblée nationale (voir Alliance nationale pour le changement)

### Débâcle lors des élections législatives de 2013
Après 3 ans de collaboration avec le régime, l'UFC est sévèrement sanctionnée lors des élections législatives du 25 juillet 2013: elle n'obtient que 3 députés contre 27 lors des législatives de 2007,. Malgré cette défaite, Gilchrist Olympio décide de poursuivre sa collaboration avec le régime en obtenant avec 3 postes ministériels dans le nouveau gouvernement de Kwesi Ahoomey-Zunu. Cette décision est contestée par des cadres du parti et entraine une nouvelle crise au sein du parti avec l'exclusion des contestataires, dont le député et ancien ministre Djimon Oré.

## Présidents de l'UFC
- 1992-2024 : Gilchrist Olympio